# Xerarionta intercisa
Xerarionta intercisa är en snäckart som först beskrevs av W. G. Binney 1857.  Xerarionta intercisa ingår i släktet Xerarionta och familjen Helminthoglyptidae. IUCN kategoriserar arten globalt som sårbar. Inga underarter finns listade i Catalogue of Life.